# Vuile Riete
Vuile Riete is een buurtschap in de gemeente De Wolden, provincie Drenthe (Nederland). De buurtschap is gelegen tegen de zuidgrens van Drenthe, ten noorden van Dedemsvaart in Overijssel.
De naam komt waarschijnlijk van de rietlanden langs de Reest. In oude tijden mochten de boeren een of twee dagen grasland van de oevers van de Reest maaien voor eigen gebruik.
Halverwege de Vuile Riete staat nog het gebouwtje van de jongelingsvereniging, dat nu in particulier bezit is en verbouwd als woning.
Dorpen en Buurtschappen: Alteveer · Ansen (deels) · Berghuizen · Drogteropslagen · Echten · Eursinge · Fort · Haakswold · Hees · Kerkenveld · Koekange · Koekangerveld · Linde · Oldenhave · Oosteinde · Ruinen · Ruinerweide · Ruinerwold · Veeningen · Weerwille · de Wijk · Zuidwolde

Overige kernen: Anholt · Armweide · Bazuin · Benderse (deels) · Blijdenstein · Bloemberg · Braamberg (deels) · Buitenhuizen · Bultinge · Dickninge · Dijkhuizen · Drogt · Dunningen · Eemten · Engeland · Gijsselte · Haalweide · Hoge Linthorst · Kraloo (deels) · Kraloo · Leeuwte · Lubbinge · Lunssloten · Middelveen · Nolde · Noordwijk · Oosterwijk · Oshaar · Oud Veeningen · Paardelanden · Pieperij · Rheebruggen · Schottershuizen · Schrapveen · De Stapel · Steenbergen · Struikberg · De Stuw · Ten Arlo · De Tippe · Vuile Riete · Wemmenhove · Witteveen (deels) 

Drenthe: Steden en dorpen      Nederland: Provincies · Gemeenten